# 休伦 (加利福尼亚州)
休伦（英語：Huron），是美国加利福尼亚州弗雷斯诺县下属的一座城市。建市于1951年5月3日，面积大约为1.59平方英里（4.1平方公里）。根据2010年美国人口普查，该市有人口6,754人。